# مقاطعة ليسلي (كنتاكي)
مقاطعة ليسلي (بالإنجليزية: Leslie County)‏ هي إحدى المقاطعات في ولاية كنتاكي في الولايات المتحدة الأمريكية.